# Stenopterygia gabonensis
Stenopterygia gabonensis là một loài bướm đêm trong họ Noctuidae.